# Moravia (Iowa)
Moravia – miasto w Stanach Zjednoczonych, w stanie Iowa, w hrabstwie Appanoose. W 2000 roku liczyło 713 mieszkańców.